# Urochloa echinolaenoides
Urochloa echinolaenoides är en gräsart som beskrevs av Otto Stapf. Urochloa echinolaenoides ingår i släktet leverhirser, och familjen gräs. Inga underarter finns listade i Catalogue of Life.